# Ruta Estatal de Nevada 165
La Ruta Estatal de Nevada 165, y abreviada SR 165 (en inglés: Nevada State Route 165) es una carretera estatal estadounidense ubicada en el estado de Nevada. La carretera inicia en el Oeste desde Nelson hacia el Este en la US 95     en Boulder City. La carretera tiene una longitud de 17,7 km (11,002 mi).

## Mantenimiento
Al igual que las autopistas interestatales, y las rutas federales y el resto de carreteras estatales, la Ruta Estatal de Nevada 165 es administrada y mantenida por el Departamento de Transporte de Nevada por sus siglas en inglés Nevada DOT.